# Ларіонов Віталій Петрович
Ларіонов Віталій Петрович (28 травня 1937, Жовтневий, Куйбишевська область — 17 січня 2022, Севастополь) — радянський та російський морський офіцер, віце-адмірал (1988). 1-й заступник командувача Чорноморського флоту ВМФ СРСР, у вересні 1992 — січні 1993 тимчасово обіймав посаду командувача Чорноморського флоту ВМФ РФ.

## Біографія
Народився 28 травня 1937 року у селищі Жовтневий, Самарська область. Призваний до лав Збройних сил у 1956 році. Закінчив Військово-морську академію імені М. Г. Кузнєцова в 1975 році.
Начальник штабу, по червень 1979 (у званні капітана 2-го рангу) 69-ї бригади підводного човна СФ. Командир, в 1979—1984 роках (у званні капітана 1-го рангу) — 161-ї бригади підводного човна СФ.
Начальник штабу, березень 1981 — вересень 1984 року, командир (у званні контр-адмірала, з 03.02.1984), жовтень 1984 — жовтень 1988 4-ої Червонопрапорної ордена Ушакова I ступеня ескадри підводних човнів. 1-й заступник командувача Чорноморського флоту ВМФ СРСР та ВМФ РФ у 1988—1994 роках. Віце-адмірал (з 29.10.1988). У вересні 1992 — січні 1993 тимчасово займав посаду командувача Чорноморського флоту ВМФ РФ.
Відіграв спільно з І. В. Касатоновим роль у процесах поділу Чорноморського флоту та його збереження у складі ВМФ РФ.
З грудня 1994 року у відставці, проживав у Севастополі, брав участь у житті ветеранських организаций.
Помер 17 січня 2022 року.